# 沿岸海軍
沿岸海軍（えんがんかいぐん）またはブラウンウォーター・ネイビー（Brown Water Navy）は、アメリカ海軍において河川や沿岸部を担当範囲とする部隊を指す用語。大洋を担当とする通常の艦隊（ブルーウォーター・ネイビー、外洋海軍）に対し、水が茶色い河川や沿岸部を担当することからこの名が付いたといわれる。

## 概要

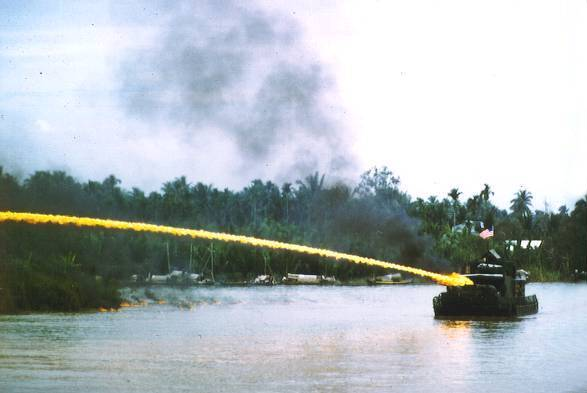
ベトナム戦争時、火炎放射を行うアメリカ海軍の河川哨戒艇

アメリカ海軍ではブラウンウォーター・ネイビーはイレギュラーな存在という事もあり（米国内の沿岸・港湾・河川・湖沼の警備はアメリカ沿岸警備隊及び各自治体の水上警察が行なっている。また、サイクロン級沿岸哨戒艇に代表されるように、アメリカ海軍での哨戒艇は、特殊作戦の支援というような「特殊」な任務に用いられていた）、ブルーウォーター・ネイビーに対しての蔑称として、あるいは自虐的に使われる事もある。ただし、近年では米艦コール襲撃事件などの教訓から、基地周辺の港湾を警備する武装ボート（シー・アーク・ドーントレス哨戒艇など）の充実を図っている。
ブラウンウォーター・ネイビーの名が最初に使われたのは、南北戦争でミシシッピ川で戦ったモニター艦などに対してであった。20世紀には砲艦が権益保護のため中国の長江に派遣された部隊にその名が引き継がれた。ベトナム戦争ではメコン川に派遣され、流域の南ベトナム解放民族戦線のゲリラ討伐を行った。なお、実際には河川哨戒艇やen:高速哨戒艇を中心とする河川哨戒部隊と、重装備の河川砲艇（上陸用舟艇を改造したものからオリジナルの設計のものまで存在した）から成る河川戦闘部隊に分割されていた。
イラク戦争では、開戦直後からアメリカ海兵隊が多種の哨戒艦艇を内水域のパトロールに投入している。2004年に海兵隊はユーフラテス川のパトロールおよび反乱軍の交通路の遮断を目的としたen:小部隊河川艇を受領した。ティグリス川・ユーフラテス川において、Navy SEALsを用いた奇襲作戦を主任務とするブラウンウォーター・ネイビー部隊を編成する計画が度々出されており、海兵隊のサポートを受けながら小規模な活動が開始されている。このほかに河川の警備は河岸に駐屯しているアメリカ陸軍・海兵隊及び新生イラク軍（イラク治安部隊）隷下も独自に舟艇部隊が保有している。